# Ernest Day
Pour les articles homonymes, voir Day.
Ernest Day est un directeur de la photographie et réalisateur anglais, né le 15 avril 1927 à Mortlake (Grand Londres), mort le 16 novembre 2006 à Londres.

## Biographie
Ernest Day débute comme deuxième assistant opérateur sur trois films sortis entre 1944 et 1948, puis est premier assistant opérateur sur trois autres films sortis en 1949 et 1950.
Il devient cadreur à l'occasion du film britannique Commando sur la Gironde de José Ferrer, sorti en 1955. Exerçant régulièrement cette fonction jusqu'à un avant-dernier film en 1976, il contribue notamment aux films américains Exodus d'Otto Preminger (1960) et Lord Jim de Richard Brooks (1965), à Davey des grands chemins de John Huston (1969) et Orange mécanique de Stanley Kubrick (1971), ainsi qu'à trois films de David Lean, dont Lawrence d'Arabie (1962). Son dernier film comme cadreur sort en 1988.
Comme chef opérateur, il exerce sur quatorze longs métrages, le premier étant le film britannique Un jour parmi tant d'autres de Peter Collinson (avec David Hemmings), sorti en 1968. Le dernier est la coproduction américano-canadienne Parents de Bob Balaban (avec Randy Quaid et Mary Beth Hurt), sortie en 1989. Dans l'intervalle, mentionnons les films américano-britanniques La Malédiction de la Panthère rose de Blake Edwards (1978, avec Peter Sellers et Herbert Lom), La Route des Indes de David Lean (1984, avec Judy Davis et Victor Banerjee) et Superman 4 de Sidney J. Furie (1987, avec Christopher Reeve et Gene Hackman).
Ernest Day est également directeur de la photographie à la télévision, sur six téléfilms diffusés entre 1983 et 1994, auxquels s'ajoute la mini-série Intrigues impériales de Michael Anderson (1991, avec Vanessa Redgrave et Christopher Plummer).
Comme réalisateur, on lui doit deux épisodes de la seconde série Chapeau melon et bottes de cuir (1977) et un épisode de la série Les Professionnels (1978), ainsi que deux films, Opération Green Ice (1981, avec Ryan O'Neal et Anne Archer) et Waltz Across Texas (1982, avec Anne Archer et Noah Beery Jr.).
Durant sa carrière, Ernest Day est aussi réalisateur de seconde équipe, sur une série (Hallmark Hall of Fame (en), deux épisodes, 1979-1988) et huit films à partir de 1969, dont L'Espion qui m'aimait de Lewis Gilbert (1977) et Rambo 3 de Peter MacDonald (1988). Sa dernière contribution au cinéma est pour Mission impossible de Brian De Palma (1996), où il est en seconde équipe directeur de la photographie et réalisateur.
Frère cadet du réalisateur Robert Day (1922-2017), il travaille à ses côtés sur deux films comme cadreur, dont La Déesse de feu (1965), puis sur trois téléfilms diffusés en 1983 et 1991, comme chef opérateur.
Le film déjà évoqué La Route des Indes lui vaut en 1985 une nomination à l'Oscar de la meilleure photographie et l'année suivante (1986), une nomination au British Academy Film Award dans la même catégorie.

## Filmographie partielle

### Deuxième assistant opérateur
- 1944 : Mr. Emmanuel d'Harold Frank
- 1946 : Service secret contre bombe atomique (Night Boat to Dublin) de Lawrence Huntington
- 1948 : Noose d'Edmond T. Gréville

### Premier assistant opérateur
- 1950 : Your Witness de Robert Montgomery
- 1950 : Double Confession de Ken Annakin

### Cadreur
- 1955 : Commando sur la Gironde (The Cockleshell Horses) de José Ferrer
- 1956 : Les Secrets du docteur Boronski (The Gamma People) de John Gilling
- 1956 : Zarak le valeureux (Zarak) de Terence Young
- 1957 : L'Enfer des tropiques (Fine Down Below) de Robert Parrish
- 1957 : Pilotes de haut-vol (High Flight) de John Gilling
- 1958 : La Brigade des bérets noirs (No Time to Die) de Terence Young
- 1959 : La Charge du 7ème lanciers (The Bandit of Zhobe) de John Gilling
- 1959 : Les Aventuriers du Kilimandjaro (Killers of Kilimanjaro) de Richard Thorpe
- 1960 : Exodus d'Otto Preminger
- 1961 : Scotland Yard contre X (The Secret Partner) de Basil Dearden
- 1961 : Le Visage du plaisir (The Roman Spring of Mrs. Stone) de José Quintero
- 1962 : Lawrence d'Arabie (Lawrence of Arabia) de David Lean
- 1963 : Le Défi de Tarzan (Tarzan's Three Challenges) de Robert Day
- 1964 : Becket de Peter Glenville
- 1965 : Lord Jim de Richard Brooks
- 1965 : La Déesse de feu (She) de Robert Day
- 1965 : Le Docteur Jivago de David Lean
- 1967 : On ne vit que deux fois (You Only Live Twice) de Lewis Gilbert
- 1967 : Les Comédiens (The Comedians) de Peter Glenville
- 1968 : Les Souliers de saint Pierre (The Shoes of the Fisherman) de Michael Anderson (seconde équipe)
- 1969 : Davey des grands chemins (Sinful Davey) de John Huston
- 1969 : Where's Jack? de James Clavell
- 1970 : La Fille de Ryan (Ryan's Daughter) de David Lean
- 1971 : Nicolas et Alexandra (Nicholas and Alexandra) de Franklin J. Schaffner
- 1971 : Orange mécanique (A Clockwork Orange) de Stanley Kubrick
- 1974 : Terreur sur le Britannic (Juggernaut) de Richard Lester
- 1976 : Quand la Panthère rose s'emmêle (The Pink Panther Strike Again) de Blake Edwards
- 1988 : Space Riders de Joe Massot

### Directeur de la photographie
Cinéma
- 1968 : Un jour parmi tant d'autres (The Long Day's Dying) de Peter Collinson
- 1972 : Running Scared de David Hemmings
- 1972 : Made de John Mackenzie
- 1974 : Visit to a Chief de Lamont Johnson
- 1978 : La Malédiction de la Panthère rose (Revenge of the Pink Panther) de Blake Edwards
- 1981 : Sphinx de Franklin J. Schaffner
- 1984 : La Route des Indes (A Passage to India) de David Lean
- 1985 : Let's Go de Douglas Trumbull
- 1987 : Superman 4 (Superman IV : The Quest for Peace) de Sidney J. Furie
- 1988 : Burning Secret d'Andrew Birkin
- 1989 : Parents de Bob Balaban

Télévision
(téléfilms, sauf mention contraire)
- 1983 : China Rose de Robert Day
- 1983 : La Course vers le Pôle (Cook & Peary : The Race to the Pole) de Robert Day
- 1985 : Prête-moi ta vie (Deceptions) de Robert Chenault et Melville Shavelson
- 1986 : Les Derniers Beaux Jours (As Summer Die) de Jean-Claude Tramont
- 1991 : Intrigues impériales (Young Catherine), mini-série de Michael Anderson
- 1991 : Piège de feu (Fire : Trapped on the 37th Floor) de Robert Day
- 1994 : Incident in a Small Town de Delbert Mann

### Réalisateur
Cinéma
- 1981 : Opération Green Ice (Green Ice)
- 1982 : Waltz Across Texas

Séries télévisées
- 1977 : Seconde série Chapeau melon et bottes de cuir (The New Avengers), saison 2, épisode 2 Les Anges de la mort (Angels of Death) et épisode 5 Obsession
- 1978 : Les Professionnels (The Professionals), saison 1, Les Professionnels (série télévisée)#Épisode 11 Tir groupé (Long Shot)

### Réalisateur de seconde équipe
Cinéma
- 1970 : Les Derniers Aventuriers (The Adventurers) de Lewis Gilbert
- 1973 : Ghost in the Noonday Sun de Peter Medak et Spike Milligan
- 1975 : Sept Hommes à l'aube (Operation : Daybreak) de Lewis Gilbert
- 1977 : L'Espion qui m'aimait (The Spy Who Loved Me) de Lewis Gilbert
- 1979 : Moonraker de Lewis Gilbert
- 1988 : Rambo 3 (Rambo III) de Peter MacDonald
- 1996 : Mission impossible (Mission : Impossible) de Brian De Palma (+ chef opérateur de seconde équipe)

Série télévisée
- 1979-1988 : Hallmark Hall of Fame
  - Saison 29, épisode 1 À l'Ouest, rien de nouveau (All Quiet on the Western Front, 1979) de Delbert Mann
  - Saison 37, épisode 4 April Morning (1988) de Delbert Mann

### Autres fonctions
- 1975 : Les Aventuriers du Lucky Lady (Lucky Lady) de Stanley Donen (chef opérateur de seconde équipe)
- 1989 : Une saison blanche et sèche (A Dry White Season) d'Euzhan Palcy (prises de vues additionnelles)

## Distinctions (sélection)
- 1985 : Nomination à l'Oscar de la meilleure photographie pour La Route des Indes.
- 1986 : Nomination au British Academy Film Award de la meilleure photographie pour La Route des Indes.